# Wayne Robson
Wayne Robson (Vancouver, 29 april 1946 – Stratford (Ontario), 4 april 2011) was een Canadees acteur. Hij is vooral bekend door zijn rollen als Nick Wickham in Affliction, Rennes in Cube en Morris Gutman in Welcome to Mooseport.
Robson stierf aan een hartaanval tijdens de repetities voor The Grapes of Wrath op het Stratford Festival in Stratford (Ontario) op 4 april 2011, een paar weken voor zijn 65ste verjaardag.

## Film en televisie (selectie)
- McCabe & Mrs. Miller (1971)
- Popeye (1980)
- The Grey Fox (1982)
- Dead of Winter (1987)
- Housekeeping (1987)
- The Rescuers Down Under (1990)
- Double, Double, Toil and Trouble (1993)
- Dolores Claiborne (1995)
- Senior Trip (1995)
- Affliction (1997)
- Wrong Turn (2003)
- Cold Creek Manor (2003)
- Welcome to Mooseport (2004)
- Wrong Turn 2: Dead End (2007)
- The Incredible Hulk (2008)

- Library of Congress Control Number: n2010012353
- Virtual International Authority File: 107927305
- WorldCat: E39PBJyMgWXrxfcQVhCw3rTvHC